# Фриштак (гміна)
Гміна Фриштак (пол. Gmina Frysztak) — сільська гміна у східній Польщі. Належить до Стрижівського повіту Підкарпатського воєводства.
Станом на 31 грудня 2011 у гміні проживало 10577 осіб.

## Територія
Згідно з даними за 2007 рік площа гміни становила 90.51 км², у тому числі:
- орні землі: 63.00%
- ліси: 28.00%

Таким чином, площа гміни становить 17.98% площі повіту.

## Населення
Станом на 31 грудня 2011:
| Опис     | Загалом | Загалом | Чоловіки | Чоловіки | Жінки | Жінки |
| -------- | ------- | ------- | -------- | -------- | ----- | ----- |
| одиниця  | осіб    | %       | осіб     | %        | осіб  | %     |
| все      | 10577   | 100     | 5289     | 50.00    | 5288  | 50.00 |
| міське   | 0       | 100     | 0        |          | 0     |       |
| сільське | 10577   | 100     | 5289     | 50.00    | 5288  | 50.00 |

## Села
Відач, Гута Ґоґолівська, Глиник Гурний, Глиник Дольний, Глиник Середній, Ґоґолів, Кобилє, Любля, Пуланкі, Стемпіна, Твердза, Фриштак, Хитрів, Цешина.

## Сусідні гміни
Гміна Фриштак межує з такими гмінами: Бжостек, Вельополе-Скшинське, Вішньова, Вояшувка, Колачице, Ясло.